# Mormoops megalophylla
Mormoops megalophylla là một loài động vật có vú trong họ Mormoopidae, bộ Dơi. Loài này được Peters mô tả năm 1864.

## Hình ảnh

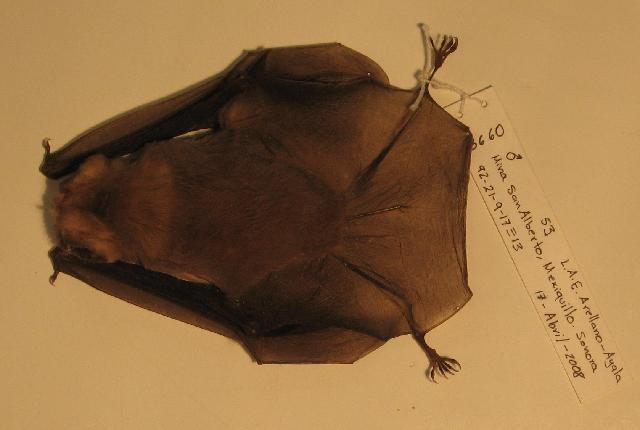